# Comité de Berlim
O Comité ou Comitê de Berlim, mais tarde conhecido como o Comité de Independência Indiano (em alemão: Das Indische Unabhängigkeitskomitee) após 1915, foi uma organização foi formada na Alemanha em 1914 durante a Primeira Guerra Mundial pelos estudantes e activistas políticos indianos residentes no país. A finalidade da comissão era promover a causa da Independência indiana. Inicialmente chamado de Comissão hindu-alemã, a organização foi renomeada como Comité de Independência Indiano, em 1915.